# Major Dundee (1965)
Major Dundee is een Amerikaanse western uit 1965 geregisseerd door Sam Peckinpah. Het was Peckinpahs eerste film gemaakt met een groot budget en was ook de eerste film waarin Peckinpah in de problemen kwam met het studiosysteem. De zware eisen die Peckinpah aan deze film stelde en zijn nonchalante houding naar de producers toe gaven hem op de set voor het eerst zijn slechte naam in Hollywood. Daarnaast werd deze film de eerste die van hem afgepakt was en niet goed volgens hem gemonteerd was. In 2005 kwam een herziene versie van de film uit waar veel van het weggemonteerde materiaal weer in teruggeplaatst was.

## Verhaal
Gevangenisbewaarder Dundee (Heston) gaat met een leger van gevangenen,ex-slaven en gevangenisbewaarders op jacht naar de indiaan Sierra Chariba die met zijn stam een peloton van het Amerikaans leger heeft uitgemoord en een paar kinderen van kolonisten hebben ontvoerd. Maar al snel krijgen ze behalve met de indianen ook problemen met het Franse leger en de mensen uit zijn zelf samengestelde leger geleid door een voormalig deserteur (Harris) die wraak wil.

## Rolverdeling
| Acteur               | Personage           |
| -------------------- | ------------------- |
| Charlton Heston      | Amos Charles Dundee |
| Richard Harris       | Benjamin Tyreen     |
| Jim Hutton           | Graham              |
| James Coburn         | Samuel Potts        |
| Michael Anderson Jr. | Tim Ryan            |
| Senta Berger         | Teresa Santiago     |
| Mario Adorf          | Gomez               |
| Brock Peters         | Aesop               |
| Warren Oates         | O.W. Hadley         |
| Ben Johnson          | Chillum             |
| R. G. Armstrong      | Dahlstrom           |
| L. Q. Jones          | Arthur Hadley       |
| Slim Pickens         | Wiley               |
| Karl Swenson         | Waller              |
| Michael Pate         | Sierra Charriba     |
| John Davis Chandler  | Jimmy Lee Benteen   |
| Dub Taylor           | Priam               |
| Begoña Palacios      | Linda               |
| Aurora Clavel        | Melinche            |
| Albert Carrier       | Jacques Tremaine    |
| José Carlos Ruiz     | Riago               |